# Kobylináč
Kobylináč je geomorfologický podcelek Bílých Karpat. Leží v severní části pohoří a nejvyšším vrchem je Kobylinec (911 m n. m.).

## Polohopis
Podcelek leží v severní polovině Bílých Karpat a částečně lemuje Slovensko - českou státní hranici. V rámci pohoří sousedí na jihozápadě s podcelku Súčanská vrchovina, na jihovýchodě navazují Vršatské bradlá a na severu Kýčerska hornatina. Východním směrem sousedí Nízké Javorníky (podcelek Javorníků) a jižním směrem Bielokarpatské podhorie (podcelek Považského podolia). 

## Dělení
V severovýchodní části podcelku leží geomorfologické části :
- Hladké vrchy
- Zubácka brázda

## Ochrana přírody
Území svou jihozápadní polovinou zasahuje do CHKO Bílé Karpaty, z maloplošných chráněných území zde leží přírodní památka Dračia studňa . 